# Niederstift Münster
Das Niederstift Münster war der nördliche Teil des Hochstifts Münster, das zusammen mit dem Oberstift Münster das Hochstift mit Bischofssitz in Münster bildete. Es wurde früher gelegentlich auch als „Niedermünster“ bezeichnet.
Oberstift und Niederstift hatten unterschiedliche Verfassungen.

## Geographie
Das Niederstift umfasste die Landschaften Emsland, Hümmling sowie die Landschaft, die heute Oldenburger Münsterland genannt wird.
Das Niederstift grenzte im Westen an die Grafschaft Bentheim und die Vereinigten Niederlande, an gleicher Stelle befindet sich heute die Grenze zwischen Deutschland und den Niederlanden. Im Norden grenzte es an Ostfriesland und Oldenburg, im Osten an die Grafschaften Hoya und Diepholz. Im Süden grenzte es an das Hochstift Osnabrück, die Niedergrafschaft Lingen und an das Oberstift.

## Geschichte
Nachdem Graf Otto von Ravensberg 1244 ohne männlichen Erben gestorben war, verkaufte seine Tochter und Erbin Jutta ihre Güter im Emsland und um Vechta 1252 an den Bischof von Münster, Otto II. von Lippe. Dieses sogenannte „Osnabrücker Nordland“ wurde zum Grundstock des späteren Niederstiftes. Im Jahre 1400 besiegte Bischof Otto von Münster, im Bunde mit Bischof Dietrich von Osnabrück, den Tecklenburger Grafen Nikolaus und eroberte dessen Festungen Cloppenburg und Friesoythe. Damit erhielt das Niederstift im Wesentlichen die Ausdehnung, bei der es bis zum Ende des Alten Reiches verblieb. Da die Grafschaft Tecklenburg auch Stadt und Amt Bevergern an Münster abtreten musste, gewann das Bistum Münster zugleich eine schmale Landbrücke bei Rheine, zwischen der Grafschaft Bentheim im Westen und der Niedergrafschaft der Grafschaft Lingen im Osten. Dieser Korridor verband die beiden Bistumshälften miteinander: das Oberstift im Süden und das Niederstift im Norden.
Schon im 13. Jahrhundert waren, und zwar – infolge der größeren Entfernung zum Bischofssitz – bereits früher als im Oberstift, zur besseren Verwaltung Drosten eingesetzt und so die Grundlagen einer Amtsverfassung gelegt worden. Nach dem Zugewinn von 1400 wurde das Niederstift dauerhaft in drei Ämter gegliedert: Meppen, Cloppenburg und Vechta. Eine Besonderheit des Niederstifts war, dass es zwar politisch zum Hochstift Münster gehörte, kirchlich aber bis 1668 zum Bistum Osnabrück.
Zur Zeit der Reformation waren unter Bischof Franz von Waldeck die Ämter Cloppenburg und Vechta rund 70 Jahre von 1543 bis 1613 lutherisch geprägt. In jener Zeit wirkte in dieser Region der evangelische Reformator Hermann Bonnus. Im Zuge der Gegenreformation unter Bischof Ferdinand von Bayern wurde die Region rekatholisiert.
Bis zum Ende seines Bestehens blieb das Niederstift nur dünn besiedelt. 1795 wurden lediglich 67.041 Einwohner gezählt; bei einer Fläche von rund 4200 km² waren es also nur 16 Einwohner pro km².
Durch den Reichsdeputationshauptschluss am 25. Februar 1803 in Regensburg wurden die geistlichen Fürstentümer aufgelöst. Deren Territorien wurden an die deutschen Fürsten, die ihre linksrheinischen Besitzungen aufgrund des Friedensvertrag von Lunéville an das französische Kaiserreich verloren hatten, entschädigt. Das Niederstift Münster fiel dabei überwiegend an den Herzog von Haus Arenberg (Amt Meppen als Teil des Herzogtums Arenberg-Meppen) und an das Herzogtum Oldenburg (Ämter Cloppenburg und Vechta).

### Kartographie
- Franz Josef Buchholz: Beiträge zur emsländischen Kartographie des 17. bis 19. Jahrhunderts. Das Niederstift Münster mit angrenzenden Territorien auf alten Landkarten. Heimatverein Lingen (Ems), Lingen 2006, ISBN 3-9805696-4-0.
- C. Wilckens (Zeichner), I.F. Salzenberg (Stecher): Geographiesche Carte von den <sic!> Niederstift Münster nebst den angrenzenden Ländern, mit Ämtern Meppen, Cloppenburg und Vechta. Hahnsche Buchhandlung, Hannover 1796 (Digitalisat).

### Geschichte
- Hubert Altemeyer: Die Entstehung der Amtsverfassung im Stifte Münster, insbesondere im Niederstift. Warendorf 1926 (Diss. iur, Universität Münster).
- Clemens August Behnes: Beiträge zur Geschichte und Verfassung des ehemaligen Niederstifts Münster, als der früheren Aemter Meppen, Cloppenburg und Vechte, mit Urkunden. Hinderk Woortman, Emden 1830.
- Wolfgang Bockhorst: Geschichte des Niederstifts Münster bis 1400. Aschendorff, Münster 1985, ISBN 3-402-05227-X.
- Gerd Dethlefs: Milde Herrschaft. Politik und Kultur im Niederstift Münster zwischen Siebenjährigem Krieg und Säkularisation. In: Michael Hirschfeld (Hrsg.): Das Niederstift Münster an der Schwelle zum 19. Jahrhundert. Heimatbund für das Oldenburger Münsterland, Cloppenburg 2004, ISBN 3-9808699-6-2, S. 12–43.
- Alwin Hanschmidt: 600 Jahre Niederstift Münster – 1400 bis 2000. In: Jahrbuch für das Oldenburger Münsterland, Bd. 49 (2000), S. 143–163 und Bd. 50 (2001), S. 8–32.
- Alwin Hanschmidt: Elementarschulverhältnisse im Niederstift Münster im 18. Jahrhundert. Die Schulvisitationsprotokolle Bernard Overbergs für die Ämter Meppen, Cloppenburg und Vechta 1783/84. Aschendorff, Münster 2000, ISBN 3-402-06805-2.
- Rosemarie Krämer, Christoph Reinders: Prozesse der sozialen und räumlichen Differenzierung im Herzogtum Oldenburg und im Niederstift Münster 1650 bis 1850. In: Niedersächsisches Jahrbuch für Landesgeschichte, Jg. 58 (1986), S. 89–130.
- Heinrich Lackmann (Hrsg.): Katholische Reform im Niederstift Münster. Die Akten der Generalvikare Johannes Hartmann und Petrus Nicolartius über ihre Visitationen im Niederstift Münster in den Jahren 1613 bis 1631/32. Aschendorff, Münster 2000, ISBN 3-402-03871-4.
- Carl Heinrich Nieberding: Geschichte des ehemaligen Niederstifts Münster und der angränzenden Grafschaften Diepholz, Wildeshausen. Ein Beitrag zur Geschichte und Verfassung Westphalens, 3 Bände. C.H. Fauvel, Vechta 1840–1852.
- Gerd Steinwascher: Schule und Bildung im Hochstift Osnabrück und Niederstift Münster im Zeitalter der Konfessionalisierung. In: Franz Bölsker, Joachim Kuropka (Hrsg.): Westfälisches aus acht Jahrhunderten zwischen Siegen und Friesoythe – Meppen und Reval. Festschrift für Alwin Hanschmidt zum 70. Geburtstag. Aschendorff, Münster, 2007, ISBN 978-3-402-12744-5, S. 211–235.
- Tim Unger: Das Niederstift Münster im Zeitalter der Reformation. Der Reformationsversuch von 1543 und seine Folgen bis 1620. Plaggenborg, Vechta 1997, ISBN 3-929358-52-2.